# Dalian

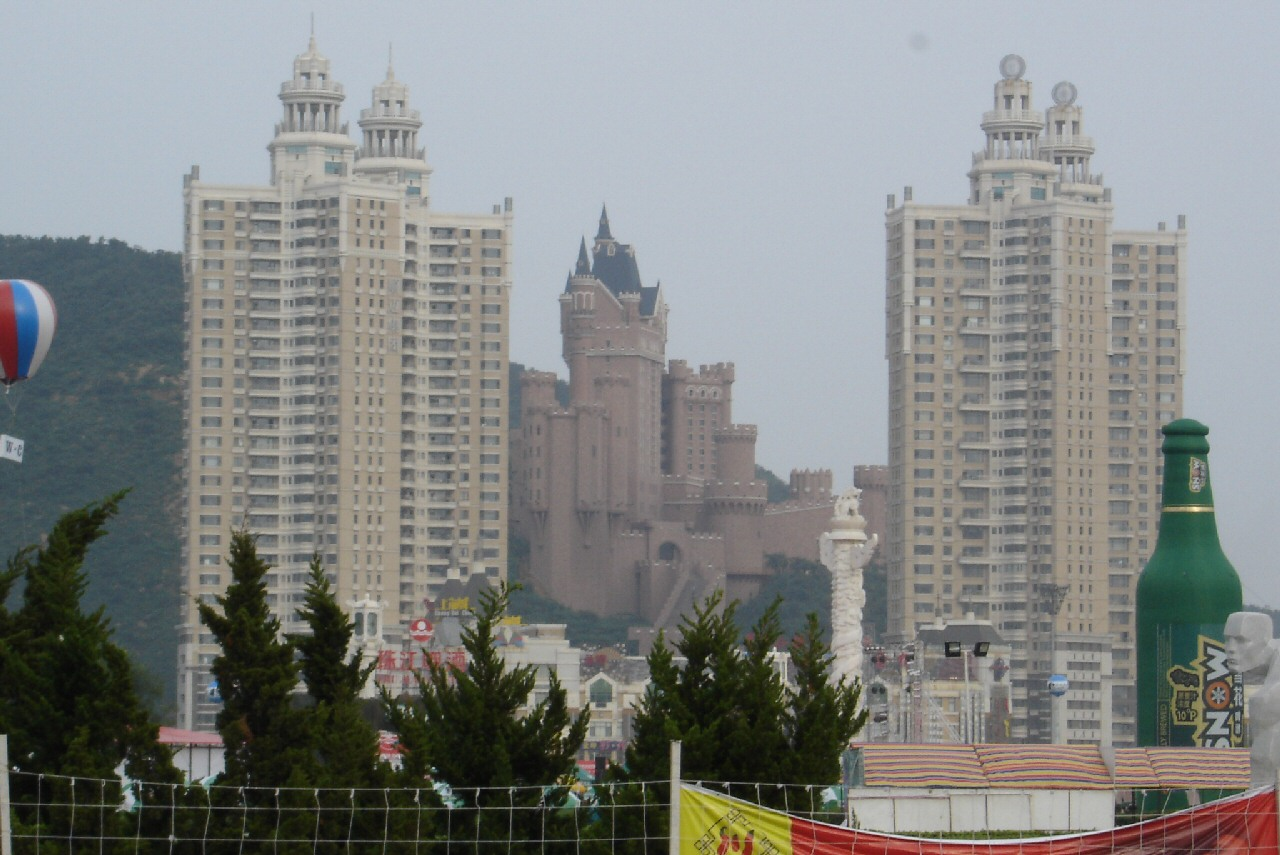
Akwarium mieszczące się w zamku

Dalian (chiń. upr. 大连; chiń. trad. 大連; pinyin Dàlián; jap. だいれん Dairen; ros. Дальний trb. Dalnij trl. Dal′nij) – miasto w północno-wschodnich Chinach, w prowincji Liaoning, położone nad Morzem Żółtym, na półwyspie Liaotung. W 2020 roku liczyło 4 913 879 mieszkańców, a jego aglomeracja – 7 450 785. Należy do największych portów morskich świata.

## Gospodarka
Wielki zespół portów handlowych i rybackich, baza marynarki wojennej. Ośrodek szkolnictwa wyższego oraz przemysłu stoczniowego, metalurgicznego, maszynowego, elektronicznego, elektrotechnicznego, chemicznego, mineralnego, włókienniczego i odzieżowego.

## Historia
Miasto zostało założone u schyłku XIX wieku przez Rosjan, którzy po zajęciu w 1898 półwyspu Liaotung potrzebowali bazy dla swojej floty. W miejscu niewielkiej osady Qingniwa (青泥窪) powstało wówczas miasto, które otrzymało nazwę Dalnij (Дальний). W sąsiedztwie mieściła się rosyjska baza militarna Port Arthur.
Po wojnie rosyjsko-japońskiej (1904-1905) miasto zostało zajęte przez Japończyków, którzy zmienili jego nazwę na Dairen.
Po wyparciu Japończyków z Mandżurii przez Armię Czerwoną w 1945 roku ZSRR otrzymał prawo do utrzymywania w tutejszym porcie bazy dla swojej marynarki wojennej. Została ona zlikwidowana na mocy porozumienia z Chinami w 1955 roku.
W roku 1950 Dalian połączono z sąsiednim Lüshun i zmieniono jego nazwę na Lüda (chiń. 旅大; pinyin Lǚdà). Nazwę Dalian przywrócono miastu w 1981 roku.

## Transport
- Dalian (stacja kolejowa)

## Miasta partnerskie
- Kitakyūshū, Japonia
- Hawr, Francja
- Glasgow, Wielka Brytania
- Vancouver, Kanada
- Brema, Niemcy
- Inczon, Korea Południowa
- Oakland, Stany Zjednoczone
- Rostock, Niemcy
- Houston, Stany Zjednoczone
- Maizuru, Japonia
- Władywostok, Rosja
- Pointe-Noire, Kongo
- Szczecin, Polska
- Harbin, Chiny